# 四渎增八
四渎增八（麒麟座14），又名BD+07 1357，HD 46642、SAO 114085、HR 2404，是麒麟座的一颗恒星，视星等为6.45，位于銀經204.3，銀緯-0.23，其B1900.0坐标为赤經6h 29m 21.4s，赤緯+7° -0.23′ 1″。